# The Turing Test
The Turing Test ist ein Puzzle-Computerspiel des britischen Entwicklerstudios Bulkhead Interactive aus dem Jahr 2016 für Microsoft Windows, Xbox One und PlayStation 4. Im Februar 2020 wurde eine Version des Spiels für die Nintendo Switch veröffentlicht, ab Mai 2020 war es auch auf Google Stadia verfügbar.

## Handlung
Die Ingenieurin Ava Turing der International Space Agency (ISA) muss beweisen, dass menschliche Intuition und Denken einem Computer überlegen sind und muss dafür Rätsel lösen, die ihr Team ihr in mehreren Räumen gestellt hat. Ava befindet sich in einem kryonischen Schlaf, während die anderen Mitglieder zum Jupitermond Europa fliegen und die Studien vorbereiten.
Sie wird von der künstlichen Intelligenz Technical Operations Machine (kurz: T.O.M.) geweckt und überwacht und das Experiment beginnt, in dem er ihr suggeriert, dass sich die anderen Mitglieder in Gefahr befinden. Später sagt er ihr, dass einige Mitglieder bereits verstorben sind und erkennt, dass für die Rätsel sowohl menschliche als auch künstliche Intelligenz in Kombination benötigt wird.
Sie stoßen auf das verbleibende Besatzungsmitglied Sarah, die Ava in einen Faradayschen Käfig weist, der sie von der Kontrolle von T.O.M. befreit. Dabei stellt sich heraus, dass der Spieler nicht Ava, sondern T.O.M., der Ava kontrolliert hat, gespielt hat. Obwohl sie darüber verärgert ist, schafft es T.O.M., sie von der notwendigen Zusammenarbeit zu überzeugen, die nötig ist, um die Teammitglieder zu retten und stellt die Kontrolle über ihren Körper wieder her.
Es stellt sich jedoch heraus, dass das Forschungsteam in den Tiefen des Mondes einen Mikroorganismus gefunden hat, mit dem sich die DNA unendlich regenerieren lässt, wodurch Unsterblichkeit für den Menschen aber auch für Bakterien und Viren möglich ist. Als ISA davon erfährt, sollte T.O.M. dafür eingesetzt werden, dass das Team niemals zur Erde zurückkehren kann, indem er sie kontrollierte oder sterben lässt. Da T.O.M nicht alle kontrollieren konnte, sollte er seine Mission durch die Steuerung von Ava ausführen.
Nach Abschluss des letzten Tests befreit Sarah Ava von ihrem Handchip, der dafür sorgt, dass sie von T.O.M. kontrolliert wird und sie fangen an, die Datenbank von T.O.M. zu deaktivieren. Beide versuchen nun von Europa zu flüchten und T.O.M. versucht sie mit allen Mitteln daran zu hindern.

## Spielprinzip
Der Spieler übernimmt die Rolle von der Ingenieurin Ava Turing der International Space Agency (ISA) in der Egoperspektive, die sich auf einer Forschungsstation des Jupitermonds Europa befindet.
Von nun an muss der Spieler verschiedene Rätsel lösen, um im Spielverlauf voranzukommen. Dazu gehören z. B. das Öffnen von Türen und Aktivieren von Maschinen mit einer begrenzten Anzahl an Energiebällen, die sich mit einer Art Gewehr ent- und beladen lassen, das Ziehen von Energieleitungen, das Nutzen von Rampen und Magneten, das Steuern von mobilen Robotern oder das Beobachten der Station mit einer Überwachungskamera.
Das Spiel lässt sich den Genres Denkspiele, Puzzle-Spiel und Escape Game zuordnen. Der Schwierigkeitsgrad steigert sich mit dem Voranschreiten im Spiel.

## Entwicklung und Veröffentlichung
Das Spiel wird von dem britischen Entwicklerstudio Bulkhead Interactive, das aus einer Fusion aus Deco Digital und Bevel Studios entstanden ist und bereits Battalion 1944 entwickelt hat, in der Unreal Engine 4 entwickelt und von Square Enix vermarktet.
Am 30. August 2016 wurde das Spiel erstmals für Microsoft Windows und die Xbox One entwickelt. Am 23. Januar 2017 erschien das Spiel für die PlayStation 4. Das Spiel ist im Xbox Game Pass und Xbox Game Pass PC enthalten. Am 1. Mai 2020 erfolgte die Veröffentlichung für Google Stadia.

## Rezeption
Das Spiel erhielt überwiegend positive Kritiken für die Rätsel mit Mindfuckfaktor und wird mit anderen dreidimensionalen Rätsel-Spielen wie Portal und The Talos Principle verglichen.
Spiegel Online schreibt, dass das Spiel philosophische Aspekte aufwirft, wie der Frage, was der Mensch einer Künstlichen Intelligenz voraus hat und den Begriff der individuellen Freiheit. Der Titel des Spiels bezieht sich dabei auf den von Alan Turing entwickelten Turing-Test, mit dem festgestellt werden soll, ob es die künstliche Intelligenz auf dem Niveau des menschlichen Denkens ist.
Kritisiert an dem Spiel werden Ähnlichkeiten in den Rätseln und zu anderen Science-Fiction-Handlungen.
Der Metascore auf Metacritic liegt bei der Windows-Version bei 74 %, bei der Xbox-One-Version 80 % und bei der PlayStation-4-Version 74 %.